# Komers

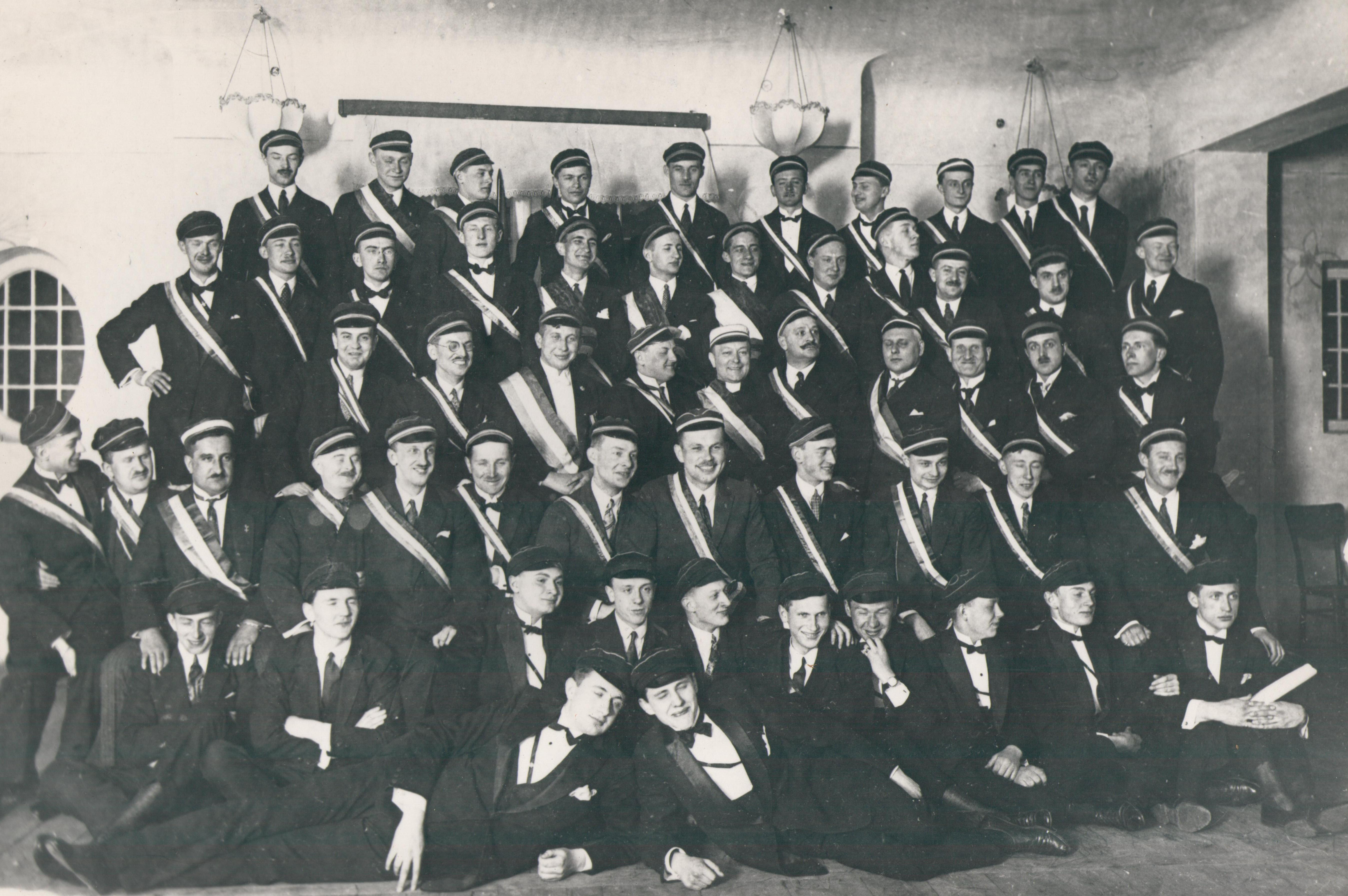
Uczestnicy komerszu korporacji akademickiej Sarmatia (Warszawa 1928)

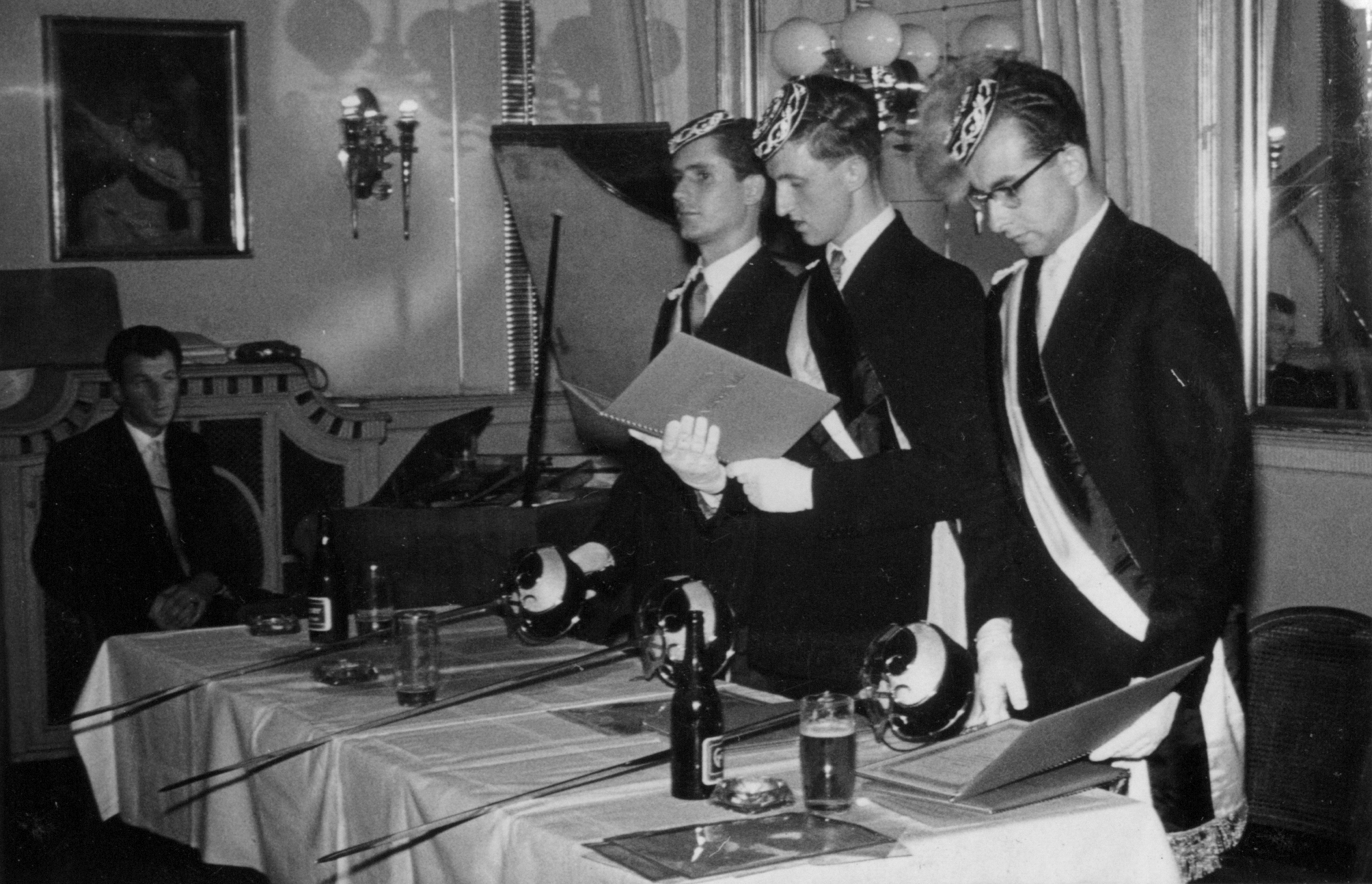
Prezydium komerszu jednej z korporacji akademickich w Wiedniu w Austrii (początek lat 50. XX wieku)

Komers, także komersz (z łac.  commercium, „handel”, „obcowanie”) – tradycyjne, uroczyste spotkanie członków korporacji akademickiej, zwykle organizowane w rocznicę jej powstania.
W niektórych korporacjach, np. Arkonii, komersz jest uroczystością zamkniętą; mogą w nim brać udział tylko członkowie stowarzyszenia i zaprzyjaźnionych korporacji (tzw. „korporacji skartelowanych”). Inne korporacje nie ograniczają listy oficjalnych gości, a niektóre, jak Konwent Polonia, organizują komersze zamknięte, tzw. „komersze intern”, tylko dla grona korporantów, oraz komersze otwarte, tzw. „komersze extern”, na które mogą być zapraszani np. nauczyciele akademiccy, przedstawiciele władz uczelni lub władz państwowych i samorządowych.
W komerszach uczestniczą poczty sztandarowe korporacji, a obecność wszystkich członków korporacji jest w zasadzie obowiązkowa.

## Historia i tradycje
Komersze są popularne wśród korporacji akademickich w Europie Środkowej i Wschodniej, głównie w krajach niemieckojęzycznych, a także w Polsce, Czechach, na Łotwie i w Estonii. Jego charakterystyczną cechą jest skrupulatnie przestrzegana obrzędowość, hierarchia członków korporacji, stroje korporacyjne, ustawienie stołów w kształcie litery U lub W. Bandy noszone przez korporantów w czasie komerszów są szersze niż codzienne i mają ok. 50 mm szerokości. Uroczystość dzieli się na część oficjalną i nieoficjalną. Uczestnicy zazwyczaj spożywają wino lub piwo, dyskutują oraz śpiewają specjalnie ułożone na tę uroczystość pieśni. W Polsce praktycznie każda polska korporacja akademicka urządza komersz raz do roku, zaś z mniejszą częstotliwością organizowany jest ogólnopolski Komersz polski.
W Polsce do lat 70. XX w., w środowiskach pozakorporacyjnych, terminem tym określano także bal maturzystów organizowany po egzaminach, w odróżnieniu od studniówki organizowanej przed egzaminami. W XXI w. terminem tym określana jest również zabawa na koniec ostatnich klas szkoły podstawowej lub gimnazjum, jak również na zakończenie studiów wyższych.